# Henry Köhler
Henry Thomas Köhler (* 2. April 1964 in Leipzig; † 20. Juni 2013 bei Dessau) war ein deutscher Autor, Redakteur und historischer Dokumentarfilmregisseur.
Bekannt war er vor allem für seine Recherchen und Beiträge zum Nationalsozialismus und der Deutsch-Deutschen-Teilung.

## Leben
Henry Köhler wurde am 2. April 1964 in Leipzig als Sohn des Kameramannes Manfred Köhler geboren. Im Alter von 10 Jahren startete er seine Laufbahn als Jungkameramann in einem Amateurfilmstudio für Junge Pioniere.
Nach Abitur in Berlin und Wehrdienst in Rostock, wo er für die Armeefilmstudios tätig war, absolvierte er ein Volontariat beim Fernsehen der DDR. Von 1989 bis 1991 studierte er an der Hochschule für Film und Fernsehen Potsdam-Babelsberg in der Fachrichtung Regie.
Während in Prag immer mehr DDR-Bürger in die Botschaft der Bundesrepublik Deutschland flüchteten, drehte der Student Henry Köhler dort seinen Abschlussfilm über die Weltjugendfestspiele in Pjöngjang, Nordkorea. Als der Jungregisseur in Berlin-Schönefeld aus dem Flieger stieg, hatte sich das Land verändert, aus dem er Wochen zuvor abgereist war. Über diese Wende drehte Henry Köhler Jahre später einen seiner bewegendsten Filme, „Wunder ohne Grenzen – Die Wende 1989“ (ZDF, 2004).
Henry Köhler arbeitete als Autor und Regisseur, vorwiegend für ARD, ZDF, Arte und Sat.1. In der Zeit von 1999 bis 2004 war er als Redakteur bei Spiegel TV Reportage im Bereich History tätig.
Henry Köhler lebte in Berlin-Köpenick. Am 20. Juni 2013 verunglückte Henry Köhler auf der A9 bei Dessau tödlich. Zusammen mit ihm kamen auch sein Vater, der Kameramann Manfred Köhler und ihr langjähriger Kollege und Tonmeister Andreas Walter ums Leben.

## Filmografie
- 1992: Der Krieg war aus und niemand kam
- 1992: Falsche Spuren – Das Schicksal der Bilder vom Friedrichshain
- 1992: Hugenotten in Berlin – Brandenburg (Teil 1 – 6)
- 1993: Beutekunst – vernichtet, verschollen, vermarktet
- 1994: Die Deutschen und ihre Denkmale (Teil 1 – 5)
- 1995: Von Breker bis Engelhardt
- 1995: Die Bombe
- 1995: Der Nürnberger ProzessTeil (Teil 1 + 2)
- 1996: Adressen der Deutschen Geschichte (Teil 1 – 5)
- 1997: Paulus – Der Feldmarschall und das Trauma Stalingrad
- 1997: Nürnberg – Die Nachfolgeprozesse
- 1097: Vatikan – Die Macht der Päpste (Teil 1: Pius XII)
- 1998: Rommel – Porträt eines deutschen Generals
- 1998: Hitlers Helfer – Freisler – Der Hinrichter
- 1998: Soldaten für Hitler T(eil 6: Das Erbe)
- 1998: Ralley Paris – Peking
- 1998: Hitlers Krieger – Paulus – Der Gefangene
- 1998: Die Waffen SS (Teil 2: Hitlers Rassekrieger)
- 1999: Unternehmen Tannenberg – wie der Zweite Weltkrieg begonnen wurde
- 1999: Greif zur Kamera, Genosse – Die DDR im Amateurfilm
- 2000: Inferno – Berlin, 3. Februar 1945
- 2000: Der Tunnel – Die wahre Geschichte
- 2001: Die Frauen der Nazis (Teil 1 – 3)
- 2001: Unternehmen Reisebüro – studentische Fluchthilfe nach dem Bau der Mauer
- 2001: Die Entführung von Richard Oetker – Die wahre Geschichte
- 2002: Eine Flucht und zwei Tote – Der Fall Werner Weinhold
- 2002: Doppelmord im Niemandsland
- 2002: Tod in der Schule – Das Massaker von Erfurt
- 2003: Stalingrad – ein deutsches Drama
- 2003: Tod in der Schule – Chronik der Tragödie von Erfurt
- 2003: Erfurt – ein Jahr danach
- 2003: Abrisskommando Westwall – ein Nazibollwerk verschwindet
- 2004: Wunder ohne Grenzen (Die Wende 1989)
- 2005: Life behind the Wall
- 2005: Goodbye DDR (Teil 1: Ulbricht und der Anfang)
- 2005: Goodbye DDR (Teil 3: Kati und der schöne Schein)
- 2006: Ermordet in Afrika
- 2006: Achtung, wir rufen Kräuterhexe – geheime DDR – Sender im Kalten Krieg
- 2007: Hitlers letzte Opfer – Zur Geschichte von Flucht und Vertreibung
- 2007: Staatsbesuch beim Klassenfeind – Honeckers Westreise
- 2008: Spur des Feuers – Die Bücherverbrennungen 1933
- 2008: Operation Skorpion – Eine Frau im Visier des KGB
- 2010: Panzer gegen Polen – Honeckers Geheimplan gegen Solidarnocs
- 2010: Die DDR in Afrika – Ermordet in Mosambik
- 2012: Auf Achse